# 平信徒暨家庭與生命部
平信徒暨家庭與生命部（拉丁語：Dicasterium pro laicis, familia et vita）是羅馬教廷的部門之一，主要功能為專責管理、討論和研究平信徒、家庭和生命。現任部長為美國籍的凱文·若瑟·法雷爾樞機。

## 簡介

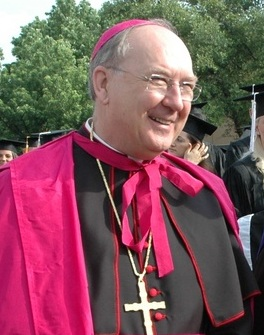
現任部長凱文·若瑟·法雷爾樞機

2016年8月15日，教宗方濟各簽署《殷勤的母親》（Sedula Mater）自動手諭，成立平信徒暨家庭與生命部。根據這道手諭，新成立的部門於同年9月1日起取代現有的宗座平信徒理事會和宗座家庭理事會。屆時，上述二個宗座理事會將停止運作。

## 历任部長
1. 凱文·若瑟·法雷爾（2016年9月1日至今）